# Mezzojuso
Mezzojuso ist eine Stadt der Metropolitanstadt Palermo in der Region Sizilien in Italien mit 2578 Einwohnern (Stand 31. Dezember 2023).

## Lage und Daten
Mezzojuso liegt 48 km südlich von Palermo. Die Einwohner arbeiten hauptsächlich in der Landwirtschaft, in der Forstwirtschaft oder in der Holzverarbeitung. Die Katholiken des byzantinischen wie des lateinischen Ritus gehören zur Eparchie Piana degli Albanesi der Italo-albanischen Kirche.
Die Nachbargemeinden sind Campofelice di Fitalia, Cefalà Diana, Ciminna, Godrano und Villafrati.
Nachdem der Bahnverkehr nach Mezzojuso 1954 eingestellt wurde, ist der Ort heute nur noch auf der Straße zu erreichen.

## Geschichte
Die Araber gründeten hier das Dorf Manzil Yusuf, der heutige Name leitet sich davon ab. In der Mitte des 15. Jahrhunderts siedelten sich hier albanische Flüchtlinge an, die vor den Osmanen aus dem Gebiet der heutigen Staaten Albanien und Griechenland geflohen waren.

## Sehenswürdigkeiten
- Kirche Annunziata aus dem 16. Jahrhundert; die Fassade und der Campanile stammen aus dem Jahre 1924.
- Kirche San Nicolo der Italo-albanischen Kirche aus dem 16. Jahrhundert
- Kirche Santa Maria delle Grazie aus dem 16. Jahrhundert